# Reprezentacja Japonii na Mistrzostwach Świata w Narciarstwie Klasycznym 2009
Reprezentacja Japonii na Mistrzostwach Świata w Narciarstwie Klasycznym 2009 liczyła 20 sportowców. Reprezentacja ta zdobyła 1 złoty medal i 1 brązowy, dzięki czemu zajęła 7. miejsce w klasyfikacji medalowej.

## Medale

### Złote medale
- Kombinacja norweska, HS 134 / 4 × 5 km techniką dowolną: Yūsuke Minato, Taihei Katō, Akito Watabe, Norihito Kobayashi

### Srebrne medale
Brak

### Brązowe medale
- Skoki narciarskie mężczyzn, duża skocznia drużynowo: Shōhei Tochimoto, Takanobu Okabe, Daiki Itō, Noriaki Kasai

## Wyniki

### Biegi narciarskie mężczyzn
Sprint
- Yūichi Onda - 27. miejsce

Sprint drużynowy
- Shohei Honda, Yūichi Onda - 10. miejsce

Bieg na 15 km
- Shohei Honda - 44. miejsce
- Yūichi Onda - 61. miejsce

Bieg na 30 km
- Shohei Honda - 43. miejsce

### Biegi narciarskie kobiet
Sprint
- Madoka Natsumi - 28. miejsce
- Nobuko Fukuda - 45. miejsce (odpadła w kwalifikacjach)
- Michiko Kashiwabara - 46. miejsce (odpadła w kwalifikacjach)

Sprint drużynowy
- Masako Ishida, Madoka Natsumi - 4. miejsce

Bieg na 10 km
- Masako Ishida - 8. miejsce
- Madoka Natsumi - 44. miejsce
- Michiko Kashiwabara - nie wystartowała

Bieg na 15 km
- Masako Ishida - 14. miejsce
- Nobuko Fukuda - 54. miejsce

Sztafeta 4 x 5 km
- Madoka Natsumi, Masako Ishida, Michiko Kashiwabara, Nobuko Fukuda - 7. miejsce

### Kombinacja norweska
Gundersen HS 134 / 10 km
- Yūsuke Minato - 9. miejsce
- Norihito Kobayashi - 16. miejsce
- Taihei Katō - 23. miejsce
- Daito Takahashi - 25. miejsce

Start masowy (10 km + 2 serie skoków na skoczni K90)
- Daito Takahashi - 14. miejsce
- Yūsuke Minato - 15. miejsce
- Norihito Kobayashi - 17. miejsce
- Taihei Katō - 27. miejsce

Gundersen (1 seria skoków na skoczni K90 + 10 km)
- Norihito Kobayashi - 5. miejsce
- Yūsuke Minato - 6. miejsce
- Daito Takahashi - 21. miejsce
- Akito Watabe - 33. miejsce

Kombinacja drużynowa
- Yūsuke Minato, Taihei Katō, Akito Watabe, Norihito Kobayashi - 1. miejsce, złoty medal

### Skoki narciarskie mężczyzn
Normalna skocznia indywidualnie HS 100
- Takanobu Okabe - 14. miejsce
- Daiki Itō - 22. miejsce
- Noriaki Kasai - 30. miejsce
- Fumihisa Yumoto - 39. miejsce

Duża skocznia indywidualnie HS 134
- Daiki Itō - 20. miejsce
- Noriaki Kasai - 32. miejsce
- Shōhei Tochimoto - 34. miejsce
- Takanobu Okabe - 45. miejsce

Duża skocznia drużynowo HS 134
- Shōhei Tochimoto, Takanobu Okabe, Daiki Itō, Noriaki Kasai - 3. miejsce, brązowy medal

### Skoki narciarskie kobiet
Normalna skocznia indywidualnie HS 100
- Ayumi Watase - 10. miejsce
- Yūki Itō - 17. miejsce
- Ayuka Takeda - 21. miejsce
- Izumi Yamada - 25. miejsce